# Aphrocallistidae
Aphrocallistidae is een familie van sponsdieren uit de klasse van de Hexactinellida. 

## Geslachten
- Aphrocallistes Gray, 1858
- Heterochone Ijima, 1927